# Jake Peralta
Pour les articles homonymes, voir Peralta.
 (août 2024).
Si vous disposez d'ouvrages ou d'articles de référence ou si vous connaissez des sites web de qualité traitant du thème abordé ici, merci de compléter l'article en donnant les références utiles à sa vérifiabilité et en les liant à la section « Notes et références ».
Jake Peralta ou Jacob Peralta est un personnage de fiction apparaissant dans la série télévisée Brooklyn Nine-Nine, interprété par l'acteur Andy Samberg et doublé en version française par Emmanuel Garijo.

## Biographie
Jake est le fils de Roger Peralta, commandant de bord, et de Karen Peralta, professeur de dessin dans une école publique. Il travaille comme inspecteur à la brigade du 99e district dans le quartier de Brooklyn, à New York. C'est un excellent détective avec une personnalité immature, mais charmante. Intelligent et calculateur, son intelligence est plus centrée sur l'humour que sur son travail. Néanmoins, il prend son travail très au sérieux et adore arrêter les criminels. Bien qu'il lui arrive parfois de faire des bêtises, qu'il s'agisse de son travail ou de sa vie privée, voire celle de ses collègues, il trouve toujours le moyen de se racheter de ses erreurs et de se faire pardonner par ses pairs.
Durant son enfance, Jake a été élevé par sa mère dans la confession juive. Bloqueur dans son équipe de baseball, son père étant l'entraîneur, celui-ci les emmenait à Sal's Pizza après chaque match. C'est à la moitié de leur dernière saison que Roger a abandonné son fils et sa femme. Jake et Gina, une amie d'enfance, fréquentaient la même école et se rendaient ensemble chez la grande-mère de Jake après les cours. À 8 ans, Jake apprit à jouer aux échecs avec son oncle qui lui apprenait à tirer sur les pièces avec un pistolet. Plus tard, à l'académie de police, il fait la rencontre de Rosa Diaz et deviendront amis. Ils font ensuite un pacte de confiance, où celui ou celle qui aura tort devra faire 1 000 pompes. 
Cela fait 8 ans que Jake travaille comme détective à la Brigade du 99e. Avant l'arrivée du capitaine Holt, Jake profitait de l'attitude laxiste du capitaine McGintley pour faire tout ce qu'il voulait. Dans l'épisode Présumé coupable, Jake poursuit une enquête sur un philanthrope suspecté d'être impliqué dans un trafic de drogues, alors que le capitaine Holt lui a demandé de l'abandonner. Ce dernier l'envoie en mission d'infiltration pendant 6 mois en faisant semblant de le renvoyer.
On découvre que ce dernier est amoureux de sa collègue et rivale, Amy Santiago. En effet, ils ont fait un pari : celui ou celle qui aura effectué le plus d'arrestations doit satisfaire le ou la gagnante. Si Amy gagne, elle souhaite récupérer la voiture de Jake que ce dernier n'utilise jamais et si celui-ci gagne, Amy doit accepter le rencart le plus ridicule avec lui. Au bout du compte, c'est Jake qui remporte le pari en effectuant 10 arrestations de plus que sa collègue. Bien que le rencart se soit bien passé, Jake n'a jamais eu l'occasion d'avouer ses sentiments à Amy. Lorsque cette dernière retrouve un vieux camarade en la personne de Teddy lors d'un passage au centre d'entraînement et entame une relation amoureuse avec lui, Jake semble éprouver de la jalousie. Cependant, il fait la connaissance de Sophia Perez et entame une relation amoureuse avec cette dernière, tout en découvrant que son métier est avocate de la défense (elle ignore aussi que Jake est policier). Mais Sophia découvre que Jake est amoureux d'Amy, tout comme Teddy qui réalise que sa compagne est amoureuse de Jake. Terry apprend de son côté que sa femme Sharon attend un troisième enfant et Jake se propose d'en devenir le parrain. En effet, Jake a empêché Terry de se faire une vasectomie. Mais le jeune détective fait une énorme bourde en envoyant un mail à ses collègues pour la nouvelle (c'était censé être un secret). Réticent au début à cause de sa bourde, Jake regagne la confiance de Terry qui accepte sa proposition. Sophia rompt avec Jake dans l'épisode En pause lorsque ce dernier débarque, avec Terry, à l'improviste au gala de bienfaisance des avocats commis d'office de Brooklyn et que celui-ci surprend et arrête le patron des avocats consommant de la cocaïne dans les toilettes pour hommes.  C'est dans l'épisode Johnny et Dora que Jake et Amy vont échanger leurs premiers baisers, d'abord forcés pour garantir leur couverture pendant une opération, puis sincères.
Dans la saison 3, bien que leur nouvelle relation débute mal, Jake file le parfait amour avec Amy. Dans l'épisode Karen Peralta, Jake rend visite à sa mère et en profite pour lui présenter sa compagne. Mais à sa grande surprise, il découvre que ses parents se sont réconciliés et remis ensemble. D'abord réticent, Jake accepte néanmoins de donner une nouvelle chance à son père.  Dans l'épisode Ava, Sharon rend visite à son mari à la Brigade. Alors qu'elle est sur le point d'accoucher, Jake veut l'emmener à l'hôpital, mais Terry s'y oppose catégoriquement. Mais le lieutenant-chef s'en laisse finalement convaincre, remercie toute la Brigade et invite Jake à faire la rencontre de sa filleule. Après avoir réussi à démanteler un gros réseau de trafic de drogues, Jake reçoit un appel menaçant de Figgis et est contraint, avec le capitaine Ray Holt, de fuir.
Au cours de la saison 4, Jake et le capitaine Holt vivent depuis 6 mois à Coral Palms, en Floride, sous les identités de Larry et Greg, vendeur de quads et dirigeant d'une fan zone. Bien qu'ils soient sous couverture, ils mènent tout de même leur enquête sur Figgis, le chef du réseau de trafic de drogues qu'ils ont démantelé. Ils sont d'abord arrêtés par la police de la ville pour possession d'armes, mais s'échappent de prison. Faisant appels à la Brigade du 99e, ils réussissent à piéger Figgis et ses complices. En conséquence, l'ancien capitaine qui remplaçait Ray Holt, fait travailler la Brigade aux horaires de nuit. Plus tard, Jake fait la rencontre de Victor Santiago, le père d'Amy. Leur première rencontre devient houleuse, car Victor découvre que Jake utilise un classeur dans le but de pouvoir faire connaissance avec lui. Les deux hommes travaillent ensemble sur une enquête datant de 20 ans et réussissent à la résoudre. Le père d'Amy décide tout de même de lui accorder le bénéfice du doute. Rosa et Jake vont ensuite faire la connaissance de leur idole, le lieutenant Melanie Hawkins. Ils tentent par tous les moyens de gagner son respect, mais déchantent en découvrant qu'elle est à la tête d'une équipe de policiers corrompus et profitent de leur position pour la faire tomber, avec le soutien du capitaine Holt. Pour paraître crédibles, ils utilisent Adrian Pimento. Mais Melanie Hawkins les prend au piège, ayant tout prévu pour les faire plonger à sa place et les deux policiers sont condamnés à 15 ans de prison.
Au cours de la saison 5, toute l'équipe de la 99e se démène pour innocenter Jake et Rosa, toujours en prison. Ils tentent d'abord de piéger Hawkins en téléchargeant une application sur son portable officiel, mais échouent. Ils réalisent plus tard qu'elle fait ingurgiter les diamants volés aux cochons du lieutenant Lawdon. Grâce à ces preuves et aux aveux de Lawdon, Holt et son équipe inculpent Mélanie Hawkins, ainsi que ses complices, permettant à Jake et Rosa de sortir de prison. Dans l'épisode Halloween V, Jake demande Amy en mariage et celle-ci accepte sans hésiter. Un jour, il se découvre une demi-sœur : Kate. Cette dernière squatte chez Amy & lui au début, mais décide finalement de retourner à Dallas. Ils se marient à la fin de la saison, malgré de nombreuses péripéties. Durant la saison 7, ils tentent d'avoir un bébé, mais cela échoue à chaque fois. Finalement, après avoir consulté une gynécologue, Amy lui apprend qu'elle est enceinte. À la fin de la saison, ils accueillent leur premier enfant, Mac Peralta, qui est le diminutif de John McClane, le héros des films préférés de Jake.